# Nikolaï Figourovski
Nikolaï Aleksandrovitch Figourovski (en russe : Никола́й Алекса́ндрович Фигуро́вский), né le 24 novembre 1901 à Soligalitch et mort le 5 août 1986 à Moscou, est un chimiste et historien des sciences soviétique.

## Biographie
Nikolaï Figourovski est né au sein d'une famille profondément religieuse qui l'envoit étudier dans une école théologique locale puis, en 1915, au séminaire théologique de Kostroma. Il poursuit ses études au sein du département d'électromécanique de l'école technique de cette même ville. En mars 1920, il est enrôlé dans l'armée et envoyé à Moscou pour suivre des cours de chimie pour les futurs commandants de l'Armée rouge. Figourovski revient au département d'électromécanique de l'Institut polytechnique pratique de Kostroma le 1er décembre 1921.
En 1924, Figourovski entre à l'université technique d'État de Nijni Novgorod. Il quitte l'armée fin 1927 à la condition de se spécialiser dans le domaine de la chimie militaire. À la fin 1929, alors qu'il est encore étudiant, Figourovski commence à enseigner la chimie générale à l'université de Nijni Novgorod, puis donne des cours de chimie physique et colloïdale. Dans ses mémoires, Figourovski se souvient qu'il devait quotidiennement lire jusqu'à 10 à 12 heures de cours, tout en effectuant simultanément des travaux de troisième cycle. Il soutient sa thèse le 8 mai 1934. En 1935, il entreprend des études de doctorat à l'Académie des sciences de l'URSS. Il est sous la direction de P. A. Rebinder et étudie l'interaction physico-chimique des liquides avec les surfaces solides dans les corps poreux. Ses recherches donnent lieu au « sédimentomètre Figourovski », qui est devenu la base de sa thèse de doctorat. Son travail sur la sédimentométrique donne lieu à un manuel de référence dans le domaine. En 1940, Figourovski achève un volumineux ouvrage intitulé « L'analyse sédimentométrique et ses applications ».
Au cours de ses études, Figourovski acquiert un intérêt croissant pour l'histoire des sciences. Il traduit un article de John Dalton puis écrit un « Essai sur le développement du masque à gaz russe pendant la guerre impérialiste de 1914-1918 », publié en 1942 . Il participe à la bataille de Stalingrad et y est blessé. Début 1946, Sergueï Vasilievitch Kaftanov, qui dirige le ministère de l'Enseignement supérieur, nomme Figourovski au poste de chef de la Direction principale des universités. Dans cette position, Figourovski abolit l'enseignement par correspondance dans au niveau national pour les facultés de sciences naturelles, arguant de la nécessité d'une pratique de laboratoire.
En 1956, Nikolaï Figourovski et Vassili Zoubov (ru) participent au VIIIe Congrès international d'histoire des sciences en Italie. En janvier 1957, l'Association nationale des historiens soviétiques des sciences et de la technologie est créée et Figourovski en est élu président.
Il est élu directeur adjoint (1948-1956) puis directeur (1956-1962) de l'Institut d'histoire des sciences naturelles et technologiques de l'Académie des sciences de l'URSS. Il est membre du comité de rédaction de la série « Littérature scientifique et biographique » de la maison d'édition Nauka.
Il est enterré au cimetière Vagankovo,.

## Prix et titres
Nikolaï Figourovski a reçu de nombreux prix et distinctions telles que :
- Travailleur émérite de la science et de la technologie de la RSFSR, en 1973.
- Ordre du Drapeau rouge du Travail, en 1953.
- Médaille pour la Défense de Stalingrad.
- Médaille pour la Défense de Moscou.
- Médaille pour la Défense de Léningrad.
- Médaille de distinction au service militaire », en 1944.
- Membre numéraire et vice-président de l'Académie internationale d'histoire des sciences[5].
- Membre de l'Académie Léopoldine.